# Június 27.
Június 27. az év 178. (szökőévben 179.) napja a Gergely-naptár szerint. Az évből még 187 nap van hátra.
Névnapok: László + Bársonyka, Dalia, Dalton, Deli, Eufémia, Ladiszla, Olga, Sámson, Torda, Tordas, Tordos, Ulászló

## Események
- 1192 – Szentté avatják I. László magyar királyt.
- 1709 – A poltavai ütközetben I. Péter orosz cár megsemmisítő vereséget mér XII. Károly svéd király csapataira.
- 1787 – Elkészül Edward Gibbon (1737–1794), főként a római birodalom történetével foglalkozó brit történész fő műve, a The History of the Decline and Fall of the Roman Empire (A római birodalom hanyatlásának és bukásának története).
- 1903 – Gróf Khuen-Héderváry Károly alakít kormányt.
- 1918 – Az U-86-os német búvárhajó torpedóval elsüllyeszti a Llandovery Castle kanadai kórházhajót, majd fedélzeti fegyvereivel lemészárolja a túlélőket.
- 1929 – A Bem József tábornok hamvait Törökországból szülővárosába, Tarnówba szállító vonat megáll Budapesten. A főváros lakossága a Magyar Nemzeti Múzeum előtt tiszteleg Bem apó koporsója előtt.
- 1941
  - 7 óra 10 perckor – a hadiállapot bejelentése előtt közel három órával – a veszprémi 4/II. bombázórepülő-osztály két százada, a 4/3. „Sárga Vihar” és 4/4. „Buzogány” – válaszul az előző napi kassai incidensre – bombatámadást hajt végre szovjet célpontok ellen.
  - Bárdossy László miniszterelnök bejelenti a parlamentben, hogy beállt a hadiállapot Magyarország és a Szovjetunió között.[1]
- 1969 – Egy New York-i bárban a rendőrök és melegek között kitört verekedést követően több napig zavargás zajlik a városban. Erre az eseményre emlékezve évenként felvonulást tartanak a melegek.
- 1972 – Nolan Bushnell és Ted Dabney Atari néven bejegyezte videojátékok tervezésére és építésére alapított vállalkozásukat, amelynek Al Alcorn lett az első tervező mérnöke.
- 1976 – Német és palesztin terroristák eltérítik az Air France 139-es athéni járatát az ugandai Entebbe reptérre. Az egy héttel későbbi mentőakciót mai napig az izraeli fegyveres erők egyik legnagyobb sikereként tartják számon.
- 1983 – A Magyar Nemzeti Bank forgalomba hozza az 1000 forintos címletű bankjegyet.
- 1988 – A párizsi Gare de Lyon-i vasútállomásnál egy érkező vonat belerohant egy várakozóba. A tragédiában 56-an vesztették életüket, és több mint 60-an megsérültek.
- 1989 – Horn Gyula magyar és Alois Mock osztrák külügyminiszterek Sopronnál átvágják a „Vasfüggöny” drótkerítését.
- 1989 – Krassó György és 27 társa megalapítják a Magyar Október Pártot Budapesten.
- 1995 – Az Atlantis űrrepülőgép – többek közt két orosz űrhajóssal a fedélzetén – elindul a Mir űrállomáshoz.

## Sportesemények
Formula–1
- 1965 –  francia nagydíj, Clermont-Ferrand – Győztes: Jim Clark  (Lotus Climax)
- 1999 –  francia nagydíj, Magny-Cours – Győztes: Heinz-Harald Frentzen  (Jordan Mugen Honda)
- 2010 –  európai nagydíj, Valencia Street Circuit – Győztes: Sebastian Vettel  (Red Bull-Renault)

## Születések
- 1048 (előtt) – I. (Szent) László magyar király († 1095)
- 1430 – Henry Holland, Exeter 3. hercege († 1475)
- 1462 – XII. Lajos francia király († 1515)
- 1862 – Johann Puch szlovén származású osztrák feltaláló, az autógyártás úttörője († 1914)
- 1869 – Emma Goldman litván születésű, amerikai anarchista, béke aktivista († 1940)
- 1877 – Charles Glover Barkla Nobel-díjas (1917) angol fizikus († 1944)
- 1880 – Helen Keller amerikai író, aktivista és előadó; az első siket és vak diák, aki főiskolai diplomát szerzett († 1968)
- 1881 – Ferenczy Tibor magyar rendőrtiszt, országgyűlési képviselő († 1943)
- 1924 – Brusznyai Árpád középiskolai tanár, az 1956-os forradalom kivégzett mártírja († 1958)
- 1927 – Csernus Tibor magyar festőművész, grafikus († 2007)
- 1928 – Kulcsár Kálmán magyar szociológus, jogász, igazságügy-miniszter († 2010)
- 1929 – Palotás Péter olimpiai bajnok és világbajnoki ezüstérmes magyar labdarúgó († 1967)
- 1930 – Erőss Anna Kazinczy-díjas magyar rádióbemondó, műsorvezető
- 1931 – Martinus Veltman Nobel-díjas holland fizikus († 2021)
- 1932 – Anna Moffo olasz–amerikai operanénekesnő, koloratúr szoprán († 2006)
- 1937 – Dávid Kiss Ferenc magyar színész († 2011)
- 1938 – Hoschke Ágoston magyar vegyészmérnök, sör- és szeszipari mérnök
- 1940 – Sólyom Ildikó magyar színésznő
- 1941 – Krzysztof Kieślowski lengyel filmrendező, forgatókönyvíró († 1996)
- 1944 – Bólya Péter magyar író († 1993)
- 1946 – Geréb Attila magyar színész, rendező († 2023)
- 1947 – Vámos László magyar sebész
- 1951 – Leonard Fraser elítélt queenslandi sorozatgyilkos († 2007)
- 1952 – Bogusław Linda lengyel színész
- 1954 – Hahner Péter magyar történész, egyetemi docens
- 1955 – Isabelle Adjani francia filmszínésznő
- 1957 – Geir Ivarsøy, az Opera Software egyik alapítója († 2006)
- 1959 – Janusz Kamiński Oscar-díjas lengyel operatőr
- 1960 – Szögi Csaba Harangozó Gyula-díjas magyar táncművész, koreográfus, táncpedagógus, egyetemi adjunktus, érdemes művész
- 1966 – Aigars Kalvītis lett politikus, kormányfő
- 1966 – J. J. Abrams amerikai film- és televíziós producer, forgatókönyvíró, színész, zeneszerző és filmrendező
- 1968 – Bertalan Ágnes Jászai Mari-díjas magyar színésznő
- 1970 – Gieler Csaba magyar színész
- 1975
  - Tobey Maguire amerikai színész
  - Tölgyesi Krisztián magyar cselgáncsozó
- 1977 – Raúl spanyol labdarúgó
- 1979 – Antonio Wannek német színész
- 1985 – Nico Rosberg német autóversenyző
- 1985 – Petrik Andrea magyar színésznő
- 1986 – Przemysław Domański lengyel műkorcsolyázó
- 1986 – Sam Claflin brit színész
- 1988 – Szabados Ágnes magyar riporter, újságíró, az RTL Klub híradósa
- 1989 – Matthew Lewis angol színész
- 1999 – Chandler Riggs amerikai színész
- 2000 – Michael Houlie ifjúsági olimpiai bajnok dél-afrikai úszó

## Halálozások
- 1574 – Giorgio Vasari itáliai építész, festőművész, író (* 1511)
- 1917 – Gustav von Schmoller német közgazdász, társadalomtudós (* 1838)
- 1920 – Körmendy Kálmán magyar színész (* 1886)
- 1946 – Beke Manó magyar matematikus, egyetemi tanár (* 1862)
- 1957 – Sass Árpád magyar festőművész (* 1896)
- 1957 – Malcolm Lowry angol író (* 1909)
- 1957 – Hermann Buhl osztrák hegymászó (* 1924)
- 1975 – Robert Stolz osztrák zeneszerző, dalszerző, karmester (* 1880)
- 1982 – Lenkey Edit magyar színésznő (* 1925)
- 1984 – Hédervári Péter magyar geológus, amatőrcsillagász, író, újságíró (* 1931)
- 1994 – Sam Hanks amerikai autóversenyző (* 1914)
- 1997 – Ken Richardson brit autóversenyző (* 1911)
- 1997 – Fodor András magyar költő esszéíró (* 1929)
- 1998 – Bende Zsolt magyar operaénekes, bariton (* 1926)
- 1999 – Geórgiosz Papadópulosz görög katonatiszt, politikus, elnök-diktátor (* 1919)
- 2001 – Jack Lemmon kétszeres Oscar-díjas amerikai színész (* 1925)
- 2016 – Bud Spencer olasz színész, filmrendező, úszó, vízilabdázó (* 1929)
- 2017 – Nagy György magyar televíziós műsorvezető, szerkesztő (* 1953)
- 2018 – Joseph Jackson tehetségkutató menedzser, a Jackson 5 alapítója (* 1928)
- 2020 – Tarnay Margit magyar színésznő (* 1929)

## Nemzeti ünnepek, emléknapok, világnapok
- A cukorbetegek világnapja
- A magyarországi lengyelek napja.
- Dzsibuti Köztársaság: függetlenség napja